# 大眼假蛄蛤
大眼假蛄蛤（学名：Pseudopythina macrophthalmensis）是帘蛤目小凯利蛤科假蛄蛤屬的一种。

## 分佈
主要分布于中国大陆，常栖息在潮间带。